# Petrobacter succinatimandens
Petrobacter succinatimandens Bonilla Salinas et al., 2004 è una specie di batteri identificata in un pozzo petrolifero non marino australiano. Ad oggi è l'unica specie del suo genere ad essere stata scoperta.
Si tratta di un batterio di forma bastoncellare, Gram negativo non sporigeno, moderatamente termofilo in grado di ridurre i nitrati a ossido nitrico. Flagellato, presenta un unico flagello polare che gli conferisce mobilità.

## Condizioni di crescita ottimali
Le condizioni di crescita ottimali prevedono una temperatura di 55 °C, un pH di 6.9 ed una concentrazione di NaCl dello 0.5%. Il ceppo 4BON(T) isolato in Australia è risultato positivo al test dell'ossidasi e della catalasi.